# أوغسطين كلارك
أوغسطين كلارك (بالإنجليزية: Augustine Clarke) هو قاضي ومصرفي ومحامي وسياسي أمريكي، ولد في 1780 في الولايات المتحدة، وتوفي في 17 يونيو 1841 في مونبلييه في الولايات المتحدة. حزبياً، نشط في الحزب الديمقراطي. وقد انتخب أمين صندوق الدولة ‏ وانتخب عضو مجلس نواب فيرمونت.